# Lamborghini 5-95 Zagato
La Lamborghini 5-95 Zagato è una one-off realizzata nel 2014 dalla casa automobilistica italiana Lamborghini in collaborazione con il carrozziere Zagato.

## Profilo
Realizzata sulla base della Gallardo LP570-4, nasce grazie al connubio tra la carrozzeria milanese Zagato e la Lamborghini. È stata presentata al concorso d'eleganza Villa d'Este 2014 su commissione dell'imprenditore Albert Spiess, grande collezionista e appassionato del marchio bolognese.
La vettura presenta una linea tondeggiante, con il classico tetto bombato, divenuto uno stilema della carrozzeria meneghina, con una linea che richiama la Lamborghini Raptor, su quest'ultima era presente una presa d'aria ovale, ripresa anche sulla 5-95.